# 光萼报春
光萼报春（学名：Primula levicalyx）为报春花科报春花属下的一个种。

## 扩展阅读
- 維基物種上的相關：光萼报春